# Население Туркменистана

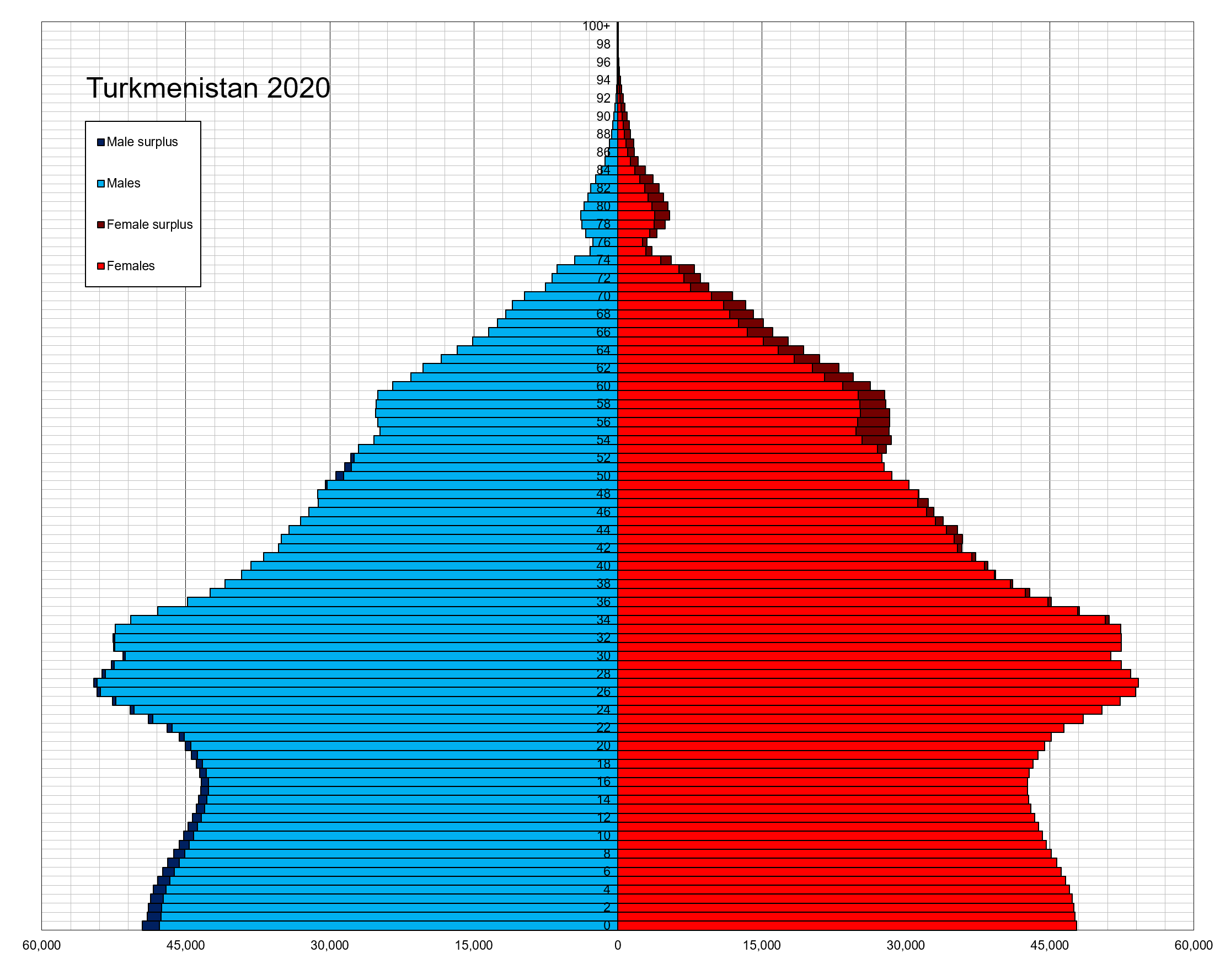
Возрастно-половая пирамида населения Туркменистана на 2020 год

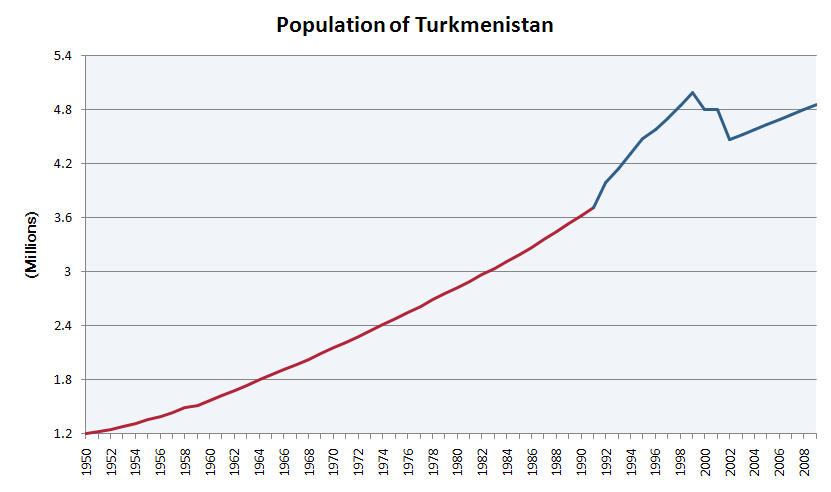
Численность население Туркменистана (в миллионах) с 1950 по 2009 гг.

Население Туркменистана составляет, по оценкам ООН и Бюро Переписей США, около 5 млн чел. Последние годы официальные оценки численности населения не публиковались. Ни предварительные, ни окончательные итоги переписи населения 2012 года так и не были обнародованы в установленные сроки. Опубликованные в оппозиционной прессе в феврале 2015 года статистические сведения, которые, по мнению этих СМИ, являются итогами переписи 2012 года, не были ни подтверждены, ни опровергнуты государственными органами Туркменистана; согласно этим данным, население Туркменистана на момент переписи должно было составлять 4 751 120 человек.

## Численность населения
| Численность населения | Численность населения | Численность населения | Численность населения | Численность населения | Численность населения | Численность населения | Численность населения |
| 1950                  | 1951                  | 1952                  | 1953                  | 1954                  | 1955                  | 1956                  | 1957                  |
| --------------------- | --------------------- | --------------------- | --------------------- | --------------------- | --------------------- | --------------------- | --------------------- |
| 1 211 000             | ↗1 228 000            | ↗1 253 000            | ↗1 283 000            | ↗1 317 000            | ↗1 356 000            | ↗1 397 000            | ↗1 442 000            |
| 1958                  | 1959                  | 1960                  | 1961                  | 1962                  | 1963                  | 1964                  | 1965                  |
| ↗1 489 000            | ↗1 516 000            | ↗1 570 000            | ↗1 626 000            | ↗1 683 000            | ↗1 743 000            | ↗1 804 000            | ↗1 863 000            |
| 1966                  | 1967                  | 1968                  | 1969                  | 1970                  | 1971                  | 1972                  | 1973                  |
| ↗1 917 000            | ↗1 970 000            | ↗2 033 000            | ↗2 090 000            | ↗2 159 000            | ↗2 218 000            | ↗2 284 000            | ↗2 347 000            |
| 1974                  | 1975                  | 1976                  | 1977                  | 1978                  | 1979                  | 1980                  | 1981                  |
| ↗2 413 000            | ↗2 485 000            | ↗2 555 000            | ↗2 621 000            | ↗2 689 000            | ↗2 759 000            | ↗2 827 000            | ↗2 897 000            |
| 1982                  | 1983                  | 1984                  | 1985                  | 1986                  | 1987                  | 1988                  | 1989                  |
| ↗2 970 000            | ↗3 042 000            | ↗3 118 000            | ↗3 189 000            | ↗3 270 000            | ↗3 361 000            | ↗3 446 000            | ↗3 534 000            |
| 1990                  | 1991                  | 1992                  | 1993                  | 1994                  | 1995                  | 1996                  | 1997                  |
| ↗3 622 000            | ↗3 714 000            | ↗3 995 000            | ↗4 150 000            | ↗4 321 000            | ↗4 481 000            | ↗4 587 000            | ↗4 710 000            |
| 1998                  | 1999                  | 2000                  | 2001                  | 2002                  | 2003                  | 2004                  | 2005                  |
| ↗4 847 000            | ↗4 993 000            | ↘4 800 000            | →4 800 000            | ↘4 474 000            | ↗4 529 500            | ↗4 582 000            | ↗4 636 000            |
| 2006                  | 2007                  | 2008                  | 2009                  | 2010                  | 2011                  | 2012                  | 2013                  |
| ↗4 692 000            | ↗4 747 000            | ↗4 801 500            | ↗4 857 000            | ↗4 913 000            | ↗4 969 500            | ↗5 026 500            | ↗5 084 000            |

По переписи 1959 года наличное население страны составляло 1516 тысяч жителей, по переписи 1979 года — 2759 тысяч, по переписи 1989 года — 3534 тысячи, по переписи 1995 года — 4481 тысяча человек. Проведение новой переписи населения власти страны наметили на 2012 год. После переписи 1995 года публиковались официальные оценки: к началу 2000 — 5200 тысяч, к началу 2001 — 5369,4 тысячи, на 1 мая 2001 — 5410 тысяч, на 1 августа 2001 — 5478,9 тысячи человек. В дальнейшем, при С. Ниязове, по официальным публикациям, рост достигал, по оценкам экспертов, нереалистичных масштабов, якобы достигнув к апрелю 2003 года 6 миллионов жителей, а к 1 июля 2006 года — 6836,5 тысячи жителей. С приходом нового президента (Г. Бердымухамедова) официальные данные перестали публиковаться, однако в правительственных докладах Совету ООН по правам человека, данные которых не публиковались внутри страны, давались противоречивые оценки численности населения страны, так в докладе за 2008 год численность населения на конец 2006 года оценивалась в размере 5402,2 тысячи человек, в то же время в докладе за 2009 год численность населения Туркменистана на конец 2007 года оценивалась в размере свыше 6,2 миллиона человек. Последняя из официально опубликованных статистическим комитетом Туркменистана оценка в размере 6746 тыс. человек на начало 2006 года продолжает фигурировать в статистических материалах Межгосударственного статистического комитета Содружества независимых государств. С конца 2006 и по настоящее время (2012 год) никаких официальных публикаций о численности населения страны не производилось. Косвенно о действительной численности населения страны говорят официальные данные о результатах президентских выборов: согласно официальным данным на 12 февраля 2012 года в стране было зарегистрировано 2 987 324 избирателя. На выборах в меджлис в декабре 2013 года было зарегистрировано 3 063 тысячи избирателей. На президентских выборах в феврале 2017 года в стране было зарегистрировано 3 млн 252 тыс. избирателей. Согласно оценкам возрастной структуры населения страны, доля жителей, которые не достигли возраста 18 лет и не были включены в число избирателей, составляет около 33 % населения, а общее число жителей страны составит около 4,88 млн человек. Бюро Переписей США оценивает численность населения Туркменистана в размере 5 113 тыс. человек на середину 2013 года, в том числе население возрастом 18 лет и более составляет, по тем же оценкам, 3 448 тысяч, что на 12,6 % больше официально опубликованных данных о численности избирателей. По оценкам ООН, в стране на 1 июля 1995 года проживало 4188 тысяч человек, а на середину 2013 года предполагалось 5240 тысяч человек.
На выборах в Меджлис в марте 2018 года в Туркменистане было зарегистрировано 3 291 312 избирателей, и с учётом того, что несовершеннолетние составляют около 1/3 населения страны, весной 2018 года население страны составляло около 4,9 млн человек. Вместе с тем, по неформальным данным, опубликованным финансируемым США «Радио Азатлык», в 2008—2018 годах количество выехавших из Туркменистана за рубеж граждан составило на 1 января 2019 года около 1,9 млн человек, то есть фактическое количество избирателей, проживавших на момент выборов в Туркменистане могло быть заметно ниже их заявленного списочного состава, по некоторым оценкам население Туркменистана на начало 2019 года могло составлять около 3,3 млн человек. На президентских выборах в марте 2022 года было зарегистрировано 3 460 080 избирателей, что отражает численность взрослого населения, учтённую властями страны. Доля несовершеннолетних, по оценке ЦРУ, составляет около 30 % населения, что означает, что общая численность населения страны может составлять (если опираться на число избирателей) 4,94 млн человек.
В Туркменистане ведётся подготовка к проведению в декабре 2022 года очередной переписи населения и жилищного фонда; Государственный комитет Туркменистана по статистике (Госкомстат) получает техническую поддержку Фонда ООН в области народонаселения (ЮНФПА). По мнению финансируемого США «Радио Азатлык» неформальные подсчёты фактической численности проживающего населения по состоянию на середину 2021 года, собранные в ходе подготовки к переписи, сильно расходятся с официальными и дают оценку порядка 2,7-2,8 миллионов человек, что по-видимому означает продолжающуюся депопуляцию страны.

### Перепись 2022 года
В конце июня 2023 года на заседании правительства Туркменистана президенту Сердару Бердымухамедову был представлен отчёт о результатах сплошной переписи населения и жилищного фонда Туркменистана, проведённой с 17 по 27 декабря 2022 года. Официально было заявлено, что по результатам переписи сведения о численности населения и жилищного фонда обобщены и систематизированы, а президент Сердар Бердымухамедов заявил, что «собранная информация не только отражает динамику изменений важных демографических, социальных и экономических показателей за время, прошедшее с момента предыдущего подобного мероприятия, но и служит источником для прогнозирования развития национальной экономики на ближайшие годы».
17 июля 2023 года были опубликованы официальные итоги переписи населения, эта перепись (третья за период независимого существования Туркменистана, итоги предыдущей переписи 2012 года опубликованы так и не были) была проведена в декабре 2022 года, согласно официальным данным, население страны составило 7 057 841 жителей. Опубликованная величина заметно выше оценок численности населения страны, даваемых ООН — 6,43 млн жителей в 2022 году, а также официального числа избирателей, то есть граждан в возрасте 18 лет и старше, которое в 2022 году составило 3 435 950 человек, что означало бы, что 3 621 891 житель страны (51,32 %) моложе 18 лет, тогда как по официальным данным переписи 2022 года доля жителей моложе трудоспособного возраста составляла лишь 34,9 %. Хотя итоги предыдущей переписи 2012 года пока ещё в явном виде не были опубликованы, величину численности населения по переписи 2012 года позволяют определить официально опубликованные данные об учтённой переписью 2022 года общей жилой площади — 165 167 523 квадратных метров, что на 24,5 % больше, чем в 2012 году (это даёт возможность определить величину общей жилой площади в 2012 году в размере 132,67 миллиона квадратных метров), а также показатель жилой площади на одного жителя в 2022 году в размере 23,8 квадратного метра на человека, что на 3,0 % выше, чем в 2012 году (это позволяет определить среднюю жилую площадь на одного человека в 2012 году в размере 22,7 квадратных метра); для 2012 года сопоставление показателя общей площади 132,67 млн квадратных метров и показателя 22,7 квадратных метра на человека даёт величину населения в 2012 году в размере свыше 5,8 млн жителей; это означает прирост численности населения за период 2012—2022 годов в размере 20,2 %.

## Этнический состав
По переписи населения 1897 года в Закаспийской области Российской империи проживало 382487 человек, из них 65 % населения в качестве родного языка указывали туркменский язык, 19,4 % — киргиз-кайсацкие языки и 7,3 % — русский язык. К 1926 году доля туркмен достигла 73,2 %, а узбеков — 10,76 %. В 1939 году туркмены составили 59,2 % населения, а доля русских достигла исторического максимума — 18,6 %. В 1959 году доля туркмен составила 60,92 % населения, русских — 17,32 %, узбеков — 8,26 % и казахов — 4,59 %. К 1989 году доля туркмен выросла до 72,0 %, приблизившись к уровню 1926 года (73,2 %).
В последнее десятилетие XX века доля туркмен продолжила расти в сочетании с миграционным оттоком русскоязычного населения. В 1995 году туркмены составили 77 % всего населения страны, узбеки — 9,2 %, русские — 6,7 % и казахи — 2 %. 18 февраля 2001 года президент Сапармурат Ниязов в докладе перед Народным Советом Туркменистана сообщил : «В Туркменистане представлено более 40 народов. Мы с ними живём в мире и согласии. 3 % населения страны — узбеки, 2 % — русские. Коренная нация — [туркмены] — составляет 91 %». Столь неожиданные данные ставились под сомнение многими специалистами. Так, по данным МИД РФ, из 5,2 млн населения Туркменистана русские составляли 3,5 % (то есть около 180 тыс. чел.). 
В 2022 году в Туркменистане была проведена перепись населения, по результатам которой в республике проживало 86,7 % туркменов и 9,1 узбеков. За последние десятилетия от общего числа населения республики сократилась доля русских и казахов.
| Народ         | перепись 1926 | %        | перепись 1959 | %        | перепись 1989 | %        | перепись 1995 | %        | оценка 2010 | %        | перепись 2022 | %        |
| ------------- | ------------- | -------- | ------------- | -------- | ------------- | -------- | ------------- | -------- | ----------- | -------- | ------------- | -------- |
| всего         | 975599        | 100,00 % | 1516375       | 100,00 % | 3522717       | 100,00 % | 4437570       | 100,00 % | 5105000     | 100,00 % | 7057841       | 100,00 % |
| туркмены      | 719792        | 73,78 %  | 923724        | 60,92 %  | 2536606       | 72,01 %  | 3401936       | 76,70 %  | 4011000     | 78,57 %  | 6120854       | 86,70 %  |
| узбеки        | 104971        | 10,76 %  | 125231        | 8,26 %   | 317333        | 9,01 %   | 407109        | 9,20 %   | 479000      | 9,38 %   | 642476        | 9,10 %   |
| русские       | 75357         | 7,72 %   | 262701        | 17,32 %  | 333892        | 9,48 %   | 298751        | 6,70 %   | 165000      | 3,23 %   | 114447        | 1,60 %   |
| казахи        | 9471          | 0,97 %   | 69552         | 4,59 %   | 87802         | 2,49 %   | 86987         | 2,00 %   | 138000      | 2,70 %   | 11825         | 0,20 %   |
| белуджи       | 9974          | 1,02 %   | 7626          | 0,50 %   | 28280         | 0,80 %   | 36428         | 0,82 %   | 36000       | 0,71 %   | 87503         | 1,20 %   |
| азербайджанцы | 4229          | 1.0%     | 12868         | 0,85 %   | 33365         | 0,95 %   | 36586         | 0,80 %   | 52000       | 1,02 %   | 26576         | 0,40 %   |
| армяне        | 1235          | 0.1%     | 19696         | 1,30 %   | 31829         | 0,90 %   | 33638         | 0,80 %   | 22000       | 0,43 %   | 14711         |          |
| татары        | 4769          | 0,49 %   | 29944         | 1,97 %   | 39245         | 1,11 %   | 36355         | 0,80 %   | 61000       | 1,19 %   | 8643          |          |
| украинцы      | 6877          | 0,70 %   | 20955         | 1,38 %   | 35578         | 1,01 %   | 23064         | 0,50 %   | 11000       | 0,22 %   | 2566          |          |
| лезгины       | 206           | 0,02 %   | 1831          | 0,12 %   | 10425         | 0,30 %   | 9553          |          | 16000       | 0,31 %   | 2292          |          |
| белорусы      | 864           | 0,09 %   | 3198          | 0,21 %   | 9220          | 0,26 %   | 3640          |          | 4400        | 0,09 %   | 509           |          |
| персы         | 7153          | 0,73 %   | 4132          | 0,27 %   | 7637          | 0,22 %   | 8600          |          | 12000       | 0,24 %   | 10997         |          |
| башкиры       |               |          | 1894          | 0,12 %   | 4678          | 0,13 %   | 3820          |          | 7300        | 0,14 %   | 653           |          |
| немцы         | 1276          | 0,13 %   | 3647          | 0,24 %   | 4434          | 0,13 %   | 3463          |          | 2800        | 0,05 %   | 423           |          |
| курды         | 2308          | 0,24 %   | 2263          | 0,15 %   | 4387          | 0,12 %   | 6097          |          | 6900        | 0,14 %   | 2739          |          |
| таджики       | 566           | 0,06 %   | 870           | 0,06 %   | 3149          | 0,09 %   | 3103          |          | 4900        | 0,10 %   | 558           |          |
| каракалпаки   | 1537          | 0,16 %   | 2548          | 0,17 %   | 3062          | 0,09 %   | 3531          |          | 4800        | 0,09 %   | 2371          |          |
| корейцы       |               |          | 1919          | 0,13 %   | 2848          | 0,08 %   | 3159          |          | 4400        | 0,09 %   | 1015          |          |
| мордва        | 491           | 0,05 %   | 4128          | 0,27 %   | 2568          | 0,07 %   | 1442          |          |             |          |               |          |
| евреи         | 2041          | 0,21 %   | 4077          | 0,27 %   | 2476          | 0,07 %   | 1457          |          | 200         | 0,00 %   |               |          |
| молдаване     | 24            | 0,00 %   | 690           | 0,05 %   | 2466          | 0,07 %   | 1819          |          | 1900        | 0,04 %   |               |          |
| лакцы         |               |          | 1120          | 0,07 %   | 2441          | 0,07 %   | 2821          |          | 3800        | 0,07 %   |               |          |
| осетины       | 38            | 0,00 %   | 1118          | 0,07 %   | 2368          | 0,07 %   | 2066          |          | 2200        | 0,04 %   |               |          |
| чуваши        | 555           | 0,06 %   | 1556          | 0,10 %   | 2281          | 0,06 %   | 1404          |          |             |          |               |          |
| даргинцы      |               |          | 1762          | 0,12 %   | 1626          | 0,05 %   | 1550          |          | 2500        | 0,05 %   |               |          |
| уйгуры        |               |          | 836           | 0,06 %   | 1308          | 0,04 %   | 1204          |          | 2000        | 0,04 %   |               |          |
| пуштуны       | 3947          | 0,40 %   | 578           | 0,04 %   | 1256          | 0,04 %   | 1808          |          | 2000        | 0,04 %   |               |          |
| грузины       | 258           | 0,03 %   | 1279          | 0,08 %   | 960           | 0,03 %   | 856           |          | 1500        | 0,03 %   |               |          |
| болгары       | 28            | 0,00 %   | 145           | 0,01 %   | 910           | 0,03 %   | 231           |          | 700         | 0,01 %   |               |          |
| киргизы       |               |          | 231           | 0,02 %   | 634           | 0,02 %   | 2284          |          | 1000        | 0,02 %   |               |          |
| поляки        | 839           | 0,09 %   | 560           | 0,04 %   | 620           | 0,02 %   | 501           |          |             |          |               |          |
| марийцы       | 18            | 0,00 %   | 173           | 0,01 %   | 506           | 0,01 %   | 258           |          |             |          |               |          |
| другие        | 8328          | 0,85 %   | 3523          | 0,23 %   | 6527          | 0,19 %   | …             | 1,68 %   | 48700       | 0,95 %   | 6683          | 0,09 %   |

## Белуджи в Туркменистане
Формирование белуджийского меньшинства произошло в конце XIX—начале XX веков, когда на территорию Туркменистана из Ирана мигрировали белуджи в поисках работы на хлопковых плантациях и новых пастбищ. Особенно известен Керим-хан, который привел в 1910 году 600 кибиток. В Гражданскую войну белуджийские ханы были лояльны к белым и в 1918 году заключили с ними соглашение по охране южных границ Закаспийской области, но когда начались бои с красными в Туркменистане, то откочевали в Иран. В 1924 году белуджи Керим-хана с согласия советских властей перешли в Туркменистан и поселились в Теджене, а в 1926—1927 годах из Афганистана в район Кушки пришло еще около тысячи кибиток. Эта миграция вызвала негативную реакцию властей Ирана и местного населения, но Москва первое время относилась к вновь прибывшим лояльно. Но уже в 1928 году 40 кибиток белуджей при попытке пересечения границы были выдворены в Афганистан. В 1930 году руководство ЦК Компартии Туркменской ССР решило провести «советизацию» белуджей, в результате чего Керим-хан с сотней кибиток пытался вернуться в Афганистан, но по пути потерпел поражение от советских пограничников и бежал с двумя телохранителями.

## Азербайджанцы в Туркменистане
Массивный приток азербайджанцев произошёл в Туркестан из-за разрушительного землетрясения в городе Шемахы в 1902 году.

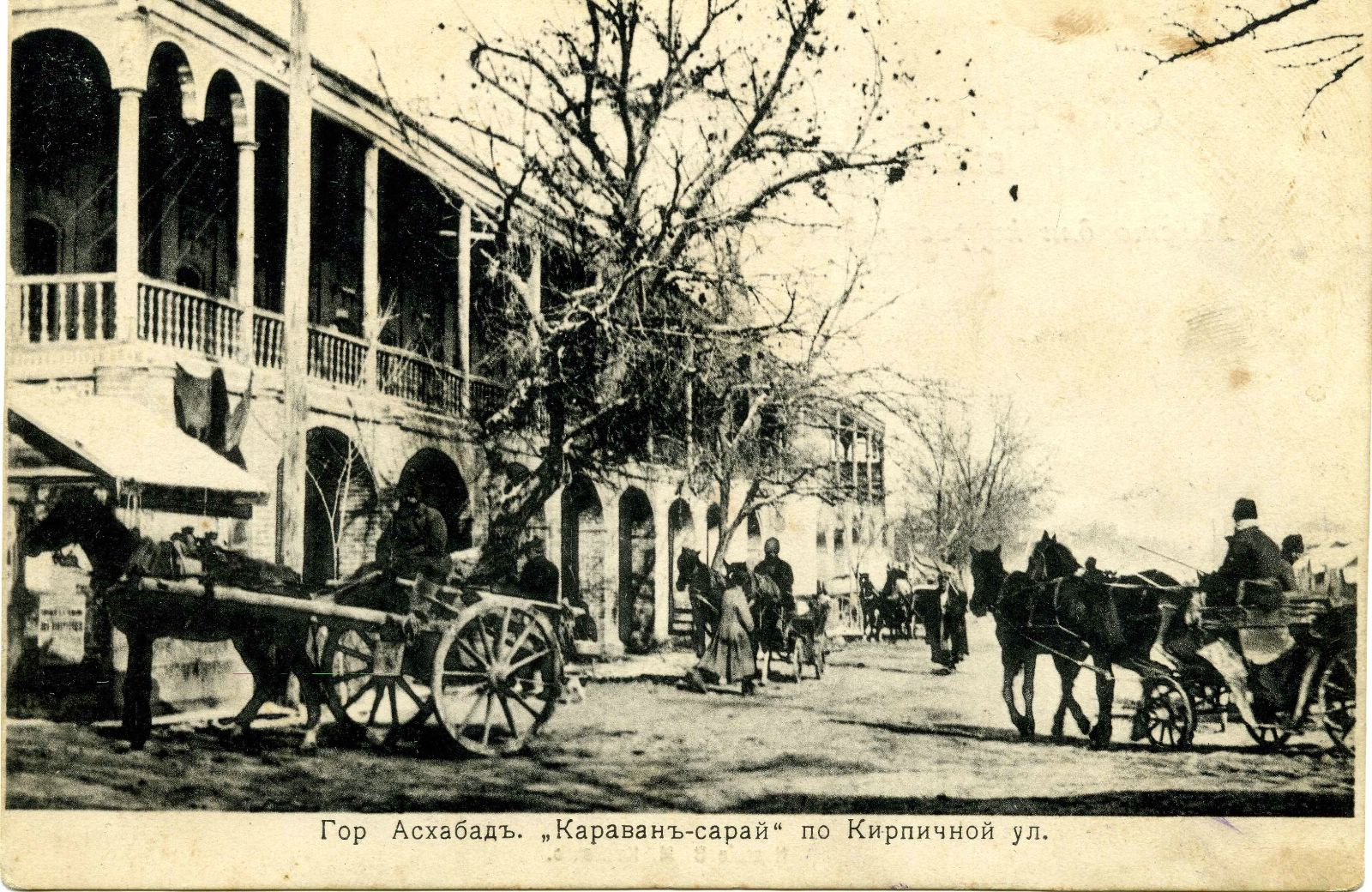
Азербайджанский караван-сарай/гостиница в Ашхабаде.

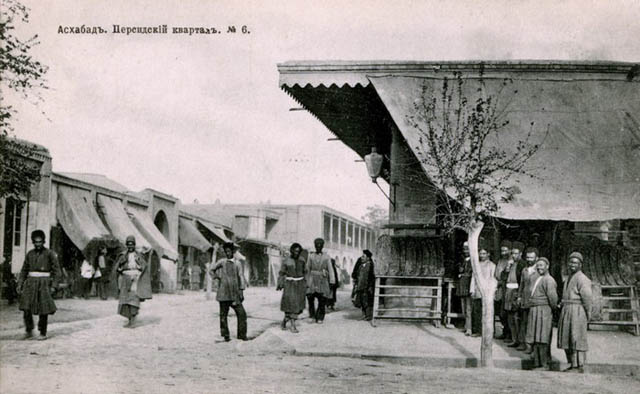
Азербайджанские улицы в Ашхабаде.
Базар, торговые ряды, караван-сарай.

Беи из Шемахи в основном начали останавливаться в таких городах Закаспийской области как Красноводск и Асхабад (современные Туркменбашы и Ашхабад) в поисках безопасной жизни. Беи преимущественно были зажиточные. Они начали строить здания по последним архитектурный веяниям того времени: были построены гостиницы, дома культуры, чайханы, караван-сараи, склады, продуктовые магазины, мечети, медресе, школы, лицей для девочек и театр.
После развала СССР в Туркменистане насчитывалось 36 тысяч азербайджанцев. Сегодня более 52 тысяч. В основном сохраняется традиция заключения браков преимущественно с представителями своего этноса.
Азербайджанцы за всё своё существование в Туркменистане внесли вклад в развитие культуры Туркменистана. В Туркменистане стали популярны такие азербайджанские инструменты как: даф (гавал), нагара, тар, кеманча и саз. Население так же переняло такие блюда как довга, сябзя, сладкий плов и так далее.
Сегодня община азербайджанцев Туркменистана не имеет препятствий в поддержании своего быта.
В Туркменистане функционирует посольство Азербайджана. Посольство проводит время от времени мероприятия посвященные культуре Азербайджана. Устраиваются концерты азербайджанских артистов. В кинотеатрах дни азербайджанского кино. Неоднократно с концертами приезжал на гастроли Полад Бюльбюль оглу.
Важно заметить, что в Туркменистане родились такие известные азербайджанцы как: бывший мэр города Баку Хаджибала Абуталыбов; двукратный участник Евровидения от Азербайджана и победитель музыкального конкурса «Голос Турции» Эльнур Гусейнов; певица Натаван Хабиби; известный геолог Шамиль Азизбеков; кинорежиссёр Аждар Ибрагимов; национальный герой Фахреддин Мусаев; национальный герой Тахир Багиров; министр иностранных дел АзССР в 1959-1983 гг. и первая женщина-специалист нефтяной промышленности Тахира Тахирова.

## Естественное движение населения и возрастная структура
Данные книги фактов ЦРУ по странам мира на 2022 год.
Общий коэффициент рождаемости — 17,51 на 1000 чел. ▼

Общий коэффициент смертности — 5,95 на 1000 чел. ▼

Суммарный коэффициент рождаемости — 2,03 ▼
Возрастные группы:
- 0-14 лет — 25,44 % ▼
- 15-64 года — 69,18 % ▲
- 65 лет и старше — 5,38 % ▲

Средний возраст:
- Общий 29,2 лет ▲
- Мужчины 28,7 лет ▲
- Женщины 29,7 лет ▲

Городское население — 53,5% (2022 год)

Коэффициент урбанизации — 2,23% в год (2020—2025 гг.)
Население Ашхабада — 883 тыс. (2022)

## Города Туркменистана
Крупнейшие города:
- Ашхабад (столица)
- Аннау (город), центр Ахалского велаята
- Дашогуз (бывший Ташауз), центр велаята
- Туркменабад (бывший Чарджоу), центр Лебапского велаята
- Мары, центр велаята
- Туркменбаши (бывший Красноводск)
- Байрамали
- Гызыларбат (бывший Сердар)
- Балканабад (бывший Небит-Даг), центр велаята
- Керки